# Kilmeston
Kilmeston eller Kilmiston är en ort ch en civil parish i Winchester, Storbritannien. Den ligger i grevskapet Hampshire och riksdelen England, i den södra delen av landet, 90 km sydväst om huvudstaden London. Byn nämndes i Domedagsboken (Domesday Book) år 1086, och kallades då Chelmestune.